# James Street (Hamilton)

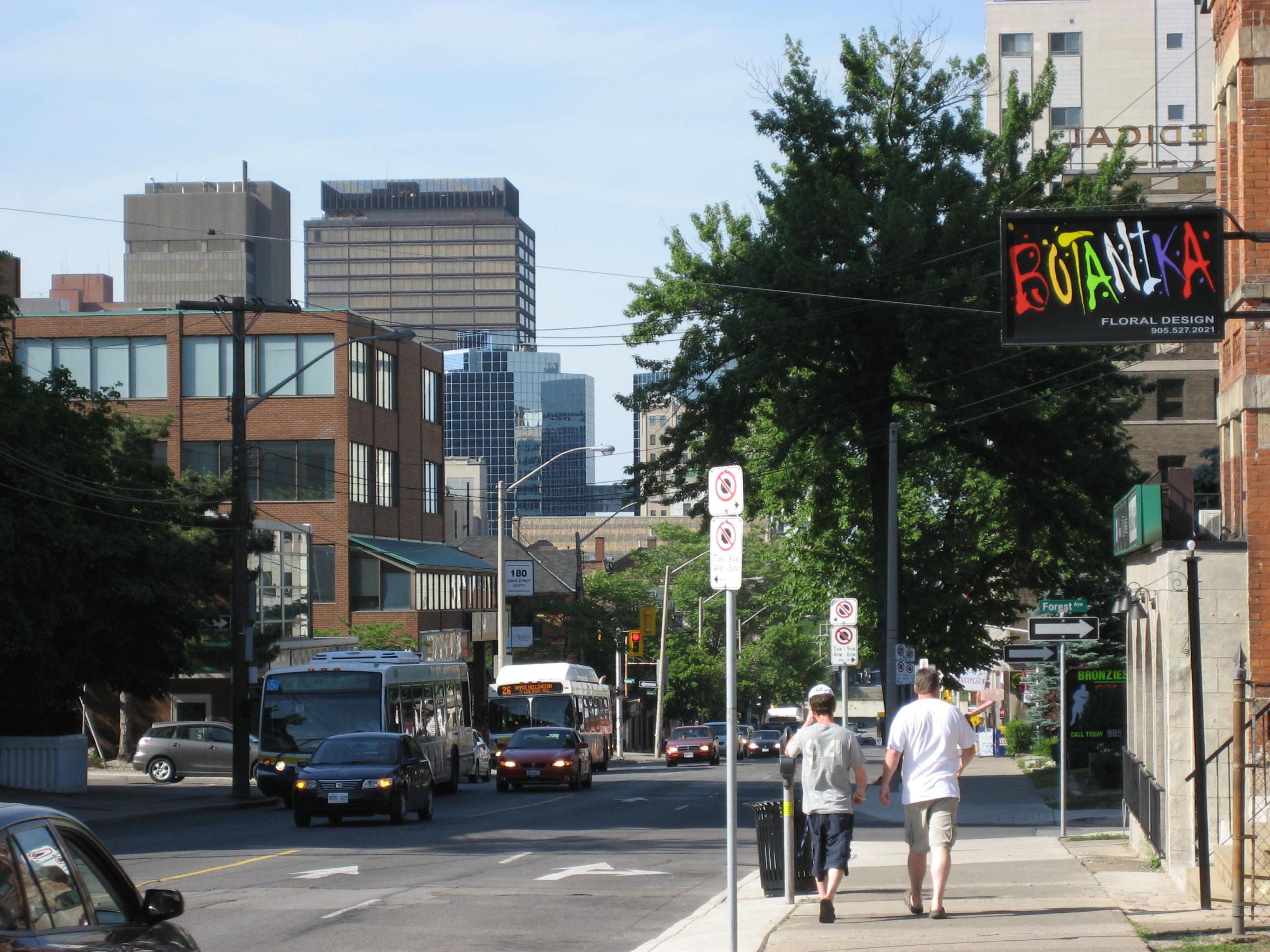
James Street

James Street est l'une des grandes artères de la ville de Hamilton, en Ontario, au Canada.
Séparant le centre-ville de Hamilton (appelé Lower City) du Nord au Sud, les grandes rues qui lui sont perpendiculaires sont nommées « West » et « East » selon qu'on se situe de l'un ou de l'autre côté de la rue James.